# Clarksville (Tennessee)
Clarksville és una població dels Estats Units a l'estat de Tennessee. Segons el cens del U.S. Census Bureau tenia 123.564 habitants.

## Demografia
Segons el cens del 2000, Clarksville tenia 103.455 habitants, 36.969 habitatges, i 26.950 famílies. La densitat de població era de 421,1 habitants/km².
Dels 36.969 habitatges en un 41,3% hi vivien nens de menys de 18 anys, en un 56,4% hi vivien parelles casades, en un 13,1% dones solteres, i en un 27,1% no eren unitats familiars. En el 21,1% dels habitatges hi vivien persones soles el 5,3% de les quals corresponia a persones de 65 anys o més que vivien soles. El nombre mitjà de persones vivint en cada habitatge era de 2,69 i el nombre mitjà de persones que vivien en cada família era de 3,12.
Per edats la població es repartia de la següent manera: un 28,8% tenia menys de 18 anys, un 13,6% entre 18 i 24, un 34,7% entre 25 i 44, un 15,6% de 45 a 60 i un 7,3% 65 anys o més.
L'edat mediana era de 29 anys. Per cada 100 dones de 18 o més anys hi havia 98,5 homes.
La renda mediana per habitatge era de 37.548$ i la renda mediana per família de 41.421$. Els homes tenien una renda mediana de 29.480$ mentre que les dones 22.549$. La renda per capita de la població era de 16.686$. Entorn del 8,4% de les famílies i el 10,6% de la població estaven per davall del llindar de pobresa.

## Poblacions més properes
El següent diagrama mostra les poblacions més properes.